# Astrid (film)
Pour les articles homonymes, voir Astrid.
Pour plus de détails, voir Fiche technique et Distribution.
Astrid (Unga Astrid) est un drame historique dano-germano-suédois réalisé par Pernille Fischer Christensen, sorti en 2018.

## Synopsis
Dans les années 1920, Astrid Lindgren est une jeune fille de 16 ans, fille d'une famille nombreuse de modestes et très croyants paysans suédois. La vie au village est rythmée par les travaux des champs et la messe dominicale, dans la plus pure tradition ancestrale. 
Repérée pour ses talents littéraires, Astrid décroche un travail de secrétaire dans un journal local. Curieuse, enthousiaste et prête à vivre une vie libérée, elle donne rapidement satisfaction dans son nouveau travail à son patron Reinhold Blomberg, rédacteur en chef du magazine Vimmerby, de 25 ans son ainé. Celui-ci, plongé dans des ennuis conjugaux, tombe rapidement sous le charme d'Astrid en recherche d'amour, malgré leur grande différence d'âge. Après une relation imprudente avec lui, elle tombe enceinte. La famille d'Astrid ne peut tolérer qu'elle montre sa grossesse et cette relation honteuse dans le village. Elle est forcée d'aller accoucher au Danemark puis de confier son enfant à Marie, une nourrice danoise bienveillante. Blomberg promet de régler rapidement son divorce, d'épouser Astrid et de lui permettre de retrouver son petit garçon Lasse. Mais le divorce s'annonce long et compliqué, et Astrid, le cœur brisé, sent son fils grandir sans elle.
Des années plus tard, alors qu'elle est devenue une célèbre écrivaine suédoise de romans pour enfants, elle reçoit des dizaines de remerciements d'enfants qui lui demandent comment elle peut si bien comprendre leurs sentiments.

## Fiche technique
- Titre : Astrid
- Titre original : Unga Astrid
- Réalisation : Pernille Fischer Christensen
- Scénario : Pernille Fischer Christensen et Kim Fupz Aakeson
- Décors : Katharina Birkenfeld
- Costumes : Cilla Rörby
- Photographie : Erik Molberg Hansen
- Montage : Asa Mossberg
- Musique : Nicklas Schmidt
- Production : Lars G. Lindström, Anna Anthony et Maria Dahlin
  - Coproduction : Christoph Daniel, Rene Ezra, Tomas Radoor et Marc Schmidheiny
  - Production exécutive : Serina Björnbom, Jan Brandt et Matilda Appelin
  - Production déléguée : Maria Dahlin et Henrik Zein
- Sociétés de production : Nordisk Film Production AS, Avanti Films, DCM Productions, Det Danske Filminstitut et Film i Väst
- Société de distribution : ARP Sélection
- Pays d'origine :  Suède et  Danemark
- Langues originales : suédois et danois
- Format : couleur
- Genre : Drame historique
- Durée : 123 minutes
- Dates de sortie :
  - Allemagne : 21 février 2018 (Berlinale)
  - Suède : 14 septembre 2018
  - Danemark : 30 septembre 2018 (CPH PIX) ; 31 janvier 2019 (en salles)
  - Belgique : 19 décembre 2018
  - France, Suisse romande : 8 mai 2019

## Distribution
- Alba August : Astrid Lindgren, la jeune femme, future écrivaine
- Maria Bonnevie : Hanna, la mère d'Astrid
- Trine Dyrholm : Marie, la nourrice danoise
- Magnus Krepper : Samuel
- Henrik Rafaelsen : Reinhold Blomberg, le rédacteur en chef
- Mads Korsgaard : Voice
- Eric Ericson : le médecin
- Björn Gustafsson : Sture Lindgren, le frère d'Astrid
- Li Brådhe : la propriétaire de la chambre
- Mira Mitchell : Berta
- Sofia Karemyr : Madicken
- Marius Damslev : Lasse, le fils d'Astrid à 3 ans
- Willy Ramnek Petri : Gunnar
- Liv LeMoyne : Saga
- Maria Alm Norell : Olivia
- Lars Väringer : KAK-directeur
- Sidsel Arnfred : la sage-femme
- Marie Knudsen Fogh : l'infirmière
- Maria Fahl Vikander: Astrid agée